# Xanthorhoe loxocyma
Xanthorhoe loxocyma är en fjärilsart som beskrevs av Turner 1904. Xanthorhoe loxocyma ingår i släktet Xanthorhoe och familjen mätare. Inga underarter finns listade i Catalogue of Life.